# Noranco

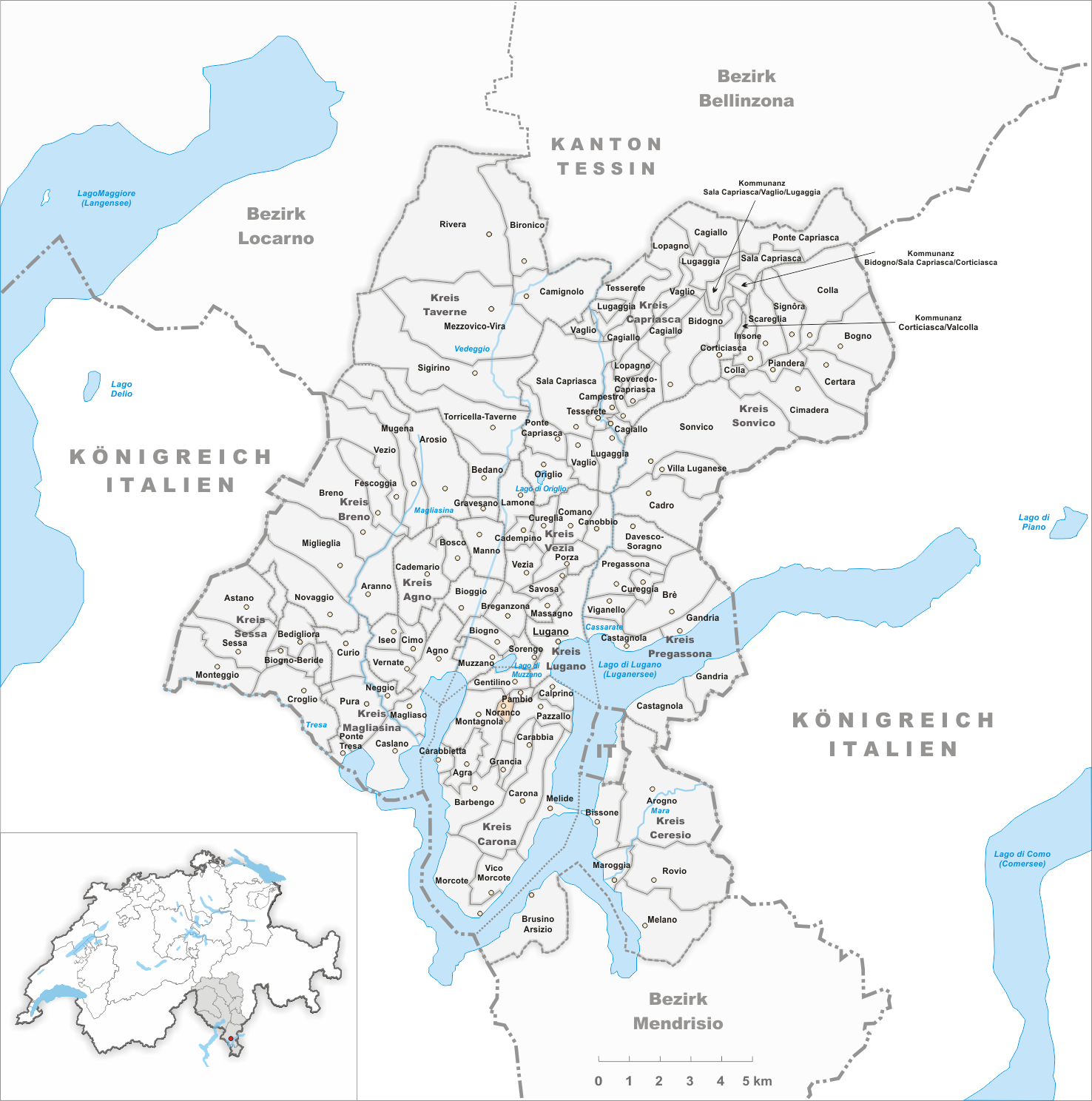
Gemeindestand vor der Fusion am 1. Januar 1904

Noranco war eine selbstständige politische Gemeinde im Kanton Tessin, im Bezirk Lugano in der Schweiz. 
Am 1. Januar 1904 fusionierte Noranco zusammen mit Pambio zur neuen Gemeinde Pambio-Noranco.